# Jonas Lindkvist (konstnär)
Erik Johannes (Jonas) Lindkvist, född 7 september 1889 i Sundsvall, död 9 januari 1955 i Uppsala, var en svensk tecknare och grafiker.
Lindkvist studerade 1916–1919 vid Konstakademins etsarskola för Axel Tallberg och Harald Sallberg. Han var mestadels bosatt i Uppsala, och hämtade större delen av sina motiv från staden och dess omgivningar. 1916 tillhörde han den så kallade Uppsalagruppen med Manne Ihran och Ernst Nilsson. Han deltog under de följande åren i en rad utställningar, även en del utomlands. 1924 lät han ge ut ett album om tio etsningar med stadsmotiv från Uppsala. Under 1920-talet framställde Lindkvist även ett antal grafiska blad med motiv från Öland och Gotland. Lindkvist var främst verksam som tecknare och grafiker. Lindkvist är representerad vid bland annat Uppsala universitetsbibliotek. Han är begravd på Vaksala kyrkogård.